# Mongolie aux Jeux olympiques de la jeunesse d'hiver de 2012
La Mongolie a participé aux Jeux olympiques de la jeunesse d'hiver de 2012 à Innsbruck en Autriche du 13 au 22 janvier 2012. L'équipe mongole était composée de deux athlètes dans deux sports.

## Résultats

### Ski de fond
La Mongolie a qualifié un homme en ski de fond.
Homme
| Athlète           | Épreuve      | Finale        | Finale |
| Athlète           | Épreuve      | Temps         | Rang   |
| ----------------- | ------------ | ------------- | ------ |
| Dandar Usukhbayar | 10 km hommes | 37 min 16 s 0 | 42     |

Sprint
| Athlète           | Épreuve       | Qualification | Qualification | Quart de finale | Quart de finale | Demi-finale  | Demi-finale  | Finale       | Finale       |
| Athlète           | Épreuve       | Total         | Rang          | Total           | Rang            | Total        | Rang         | Total        | Rang         |
| ----------------- | ------------- | ------------- | ------------- | --------------- | --------------- | ------------ | ------------ | ------------ | ------------ |
| Dandar Usukhbayar | Sprint hommes | 2 min 09 s 87 | 48            | Non qualifié    | Non qualifié    | Non qualifié | Non qualifié | Non qualifié | Non qualifié |

### Patinage de vitesse
La Mongolie a qualifié une femme.
Femme
| Athlète               | Épreuve      | Course 1 | Course 2 | Total   | Rang |
| --------------------- | ------------ | -------- | -------- | ------- | ---- |
| Enkh-Ariun Altantulga | 500 m femmes | 47 s 12  | 47 s 63  | 94 s 75 | 14   |